# Chatterbox Records
Chatterbox Records es una compañía discográfica independiente australiana fundada en 1997. 

## Historia
Chatterbox Records fue creado en Sídney por los músicos Nik Tropiano y Sebastian Chase, quien fuera socio durante años de la compañía Phantom Records. El sello publicó artistas de diferentes géneros musicales. Su primer lanzamiento fue un EP de vinilo de la banda electro-gótica de Sídney, Cult 45. En 1999, la compañía obtuvo su primer gran éxito cuando la banda de nu metal de Camberra, Henry's Anger fue nominada a los ARIA Music Award por su álbum Personality Test. En 2000 el álbum Too Fat for Tahiti, de la banda de rock Skulker, también recibió una nominación en la categoría de "mejor lanzamiento independiente".
Chatterbox Records aglutina a un considerable número de artistas australianos, entre los que se incluyen la legendaria banda de punk The Hard Ons, la banda de metal progresivo, Alchemist o la cantante Laura Imbruglia. El sello también ha publicado material de artistas internacionales como Toilet Böys. En 2006 Chatterbox firmó con la banda de rock estadounidense Nashville Pussy.